# Eschara (Antikensammlung Berlin V.I. 4563)

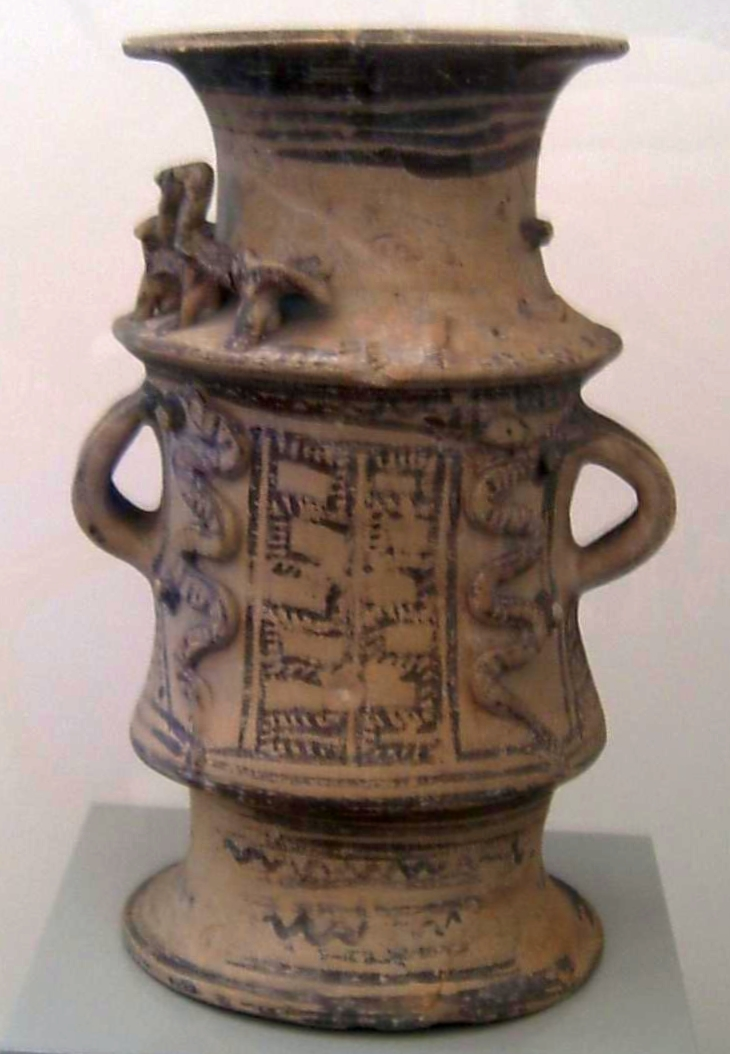
Vorderansicht der Eschara

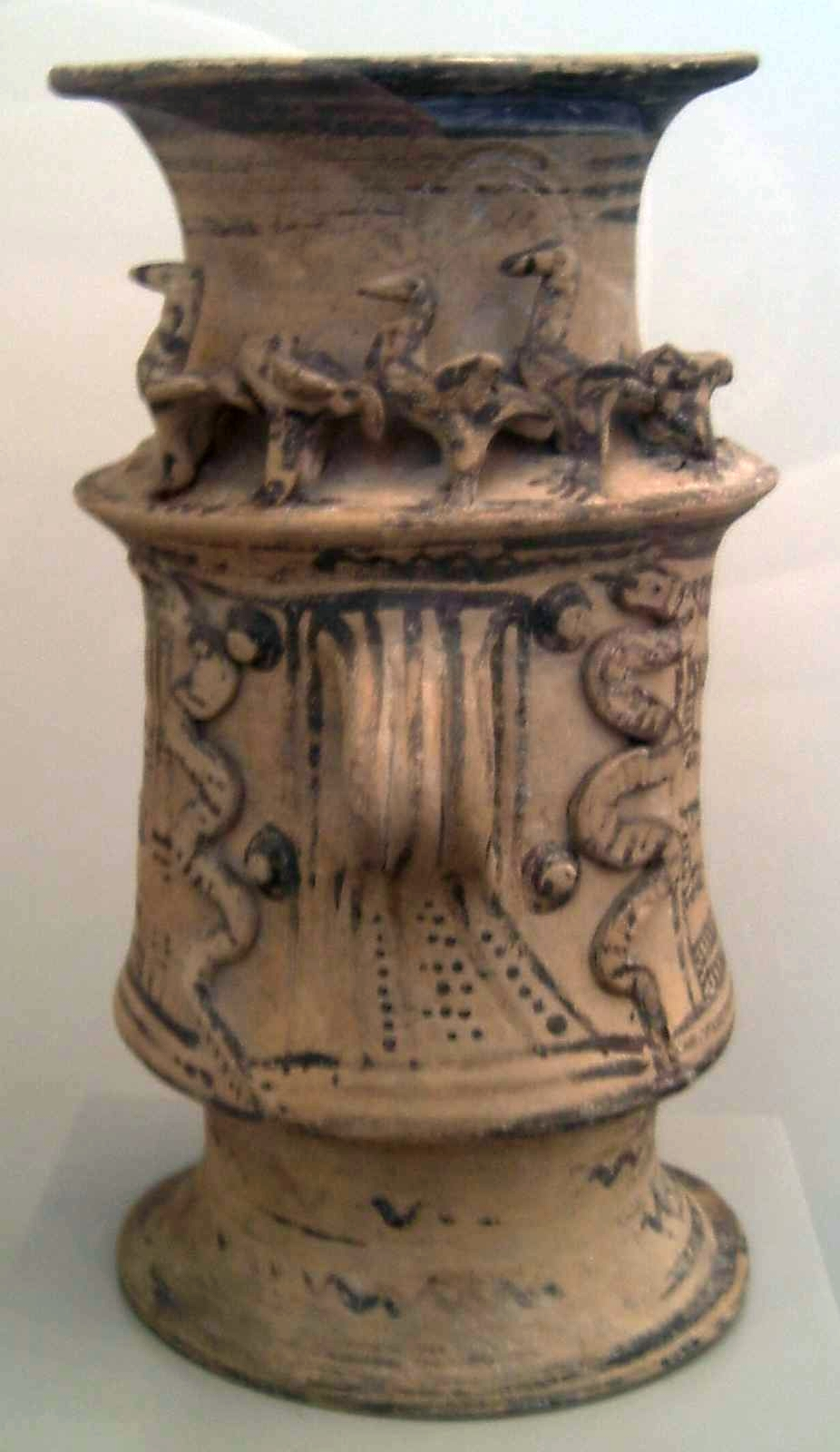
Seitenansicht der Eschara

Bei der Eschara in der Antikensammlung Berlin mit der Inventarnummer V.I. 4563 handelt es sich um eine keramische Opferröhre von der Insel Rhodos. Sie ist sowohl in Form als auch Verzierung ungewöhnlich und in der Kombination ein einmaliges Stück. Aufgrund von Vergleichen wird dieses Gefäß des spätgeometrischen Stils in die zweite Hälfte des 8. Jahrhunderts. v. Chr. datiert.

## Beschreibung
Diese Eschara ist ein leicht nach rechts verzogenes röhrenförmiges Gefäß. Sie besteht aus drei unterschiedlich hohen, konkav einziehenden Teilen. Sowohl die Mündung als auch der Fuß sind flach gestaltet und nach außen gezogen. Die Bandhenkel finden sich am mittleren Teil des Gefäßes, sie setzen dort oben an und werden etwa bis zur Mitte des Mitteldrittels der Vase geführt. Sehr auffällig ist zudem der plastische Schmuck. Neben den Ansatzstellen der Henkel ist oben wie unten beidseitig jeweils eine warzenförmige Erhebung ausgearbeitet. Es folgen auf Vorder- wie Rückseite neben diesen Warzen plastisch herausgearbeitete Schlangen, die sich in jeweils drei Bögen nach oben schlängeln. Die nach links gerichteten Köpfe mit den erhaben gearbeiteten Augen sind abgerundet, auch die gespaltenen Zungen sind plastisch gearbeitet. Einzig die Schlange auf der linken Rückseite hat eine aufgemalte, strichförmige Zunge. Die spitz zulaufenden Schwänze enden am Absatz des mittleren Vasenstücks. Auf dem Absatz der Vorderseite des oberen Teils sind fünf Vögel modelliert. Drei der sorgfältig gearbeiteten Vögel sind noch weitestgehend erhalten, bei zweien fehlen die Oberkörper. Tonreste und Bruchspuren auf der Rückseite lassen vermuten, dass es hier auch vier modellierte Vögel gab, die sich jedoch nicht erhalten haben.
Am Rand des Fußes ist ein Band aus schwarzem Firnis gemalt, darüber nochmals Streifen beidseitig zweier umlaufender Wellenbänder. Eingefasst wird das Ensemble durch einen weiteren schwarzen Streifen. Der obere Teil des unteren Drittels ist komplett in schwarzem Firnis gehalten. Das Mittelstück beginnt unten mit zwei weiteren schwarzen Streifen. Zwischen den Schlangen finden sich auf Vor- wie Rückseite zwei rechteckige Felder. Sie werden von je zwei in verschiedene Richtungen verlaufenden, schraffierten Zinnenbändern gefüllt. Auf der Vorderseite gibt es zusätzlich eine von oben nach unten laufende teilende Mittellinie, die auf der Rückseite fehlt. Vor allem auf der Vorderseite entsteht damit der Eindruck einer Tür. Die Schlangenkörper sind mit Querstrichen verziert, Augen und Zungen zusätzlich mit Firnis hervorgehoben. Der Henkel ist von Linien eingefasst und mit weiteren vertikal verlaufenden Streifen verziert. Unter dem Henkel sind die Zonen zwischen den Streifen mit Punkten gefüllt. Am oberen Rand folgt eine weitere Wellenlinie, die von einem oberen und einem unteren schwarzen Streifen eingefasst wird. Die Kante zwischen dem mittleren und oberen Teil ist ebenfalls mit einem schwarzen Band bemalt. Unter beziehungsweise vor den Füßen der Vögel finden sich Strichgruppen. Sie sind zum Teil durch Streifen miteinander verbunden, einmal durch eine Zickzack-Linie. Auch die Vögel sind mit Zickzack-Linien zwischen Streifen verziert. Die Augen sowie die spitzen Schnäbel sind extra gemalt. Über den Vögeln folgen drei umlaufende Streifen, Unterseite und Rand der Mündung sind nochmals in schwarzem Firnis gefasst.
Die Eschara hat eine Höhe von 27,5 bis 28,2 Zentimetern. An der Mündung hat sie einen Durchmesser von 14,6 Zentimetern, am oberen Absatz 15,2, am unteren Absatz 14,4 sowie am Fuß 15,4 Zentimeter. Die Henkel haben eine Breite von 2,9 und 3,1 Zentimetern. Die Vase wiegt 1,6 Kilogramm und hat ein Fassungsvermögen von 2,4 Liter. Der braungraue Ton hat kleine dunkle und weiße Einschlüsse, die Oberfläche erscheint hellbraungrau, die Bemalung dunkelbraungrau. Das Gefäß ist angebrochen. Am Fuß mussten mehrere Scherben angefügt und die Bruchstellen mit Gips verstrichen werden. Mit Gips wurden zudem kleinere Fehlstellen an Fuß, Mündung und an der Schulter ergänzt. An der Oberfläche finden sich vielfache Abplatzungen und Sinterreste. Die Bemalung ist an vielen Stellen abgerieben oder abgeblättert.

## Deutung

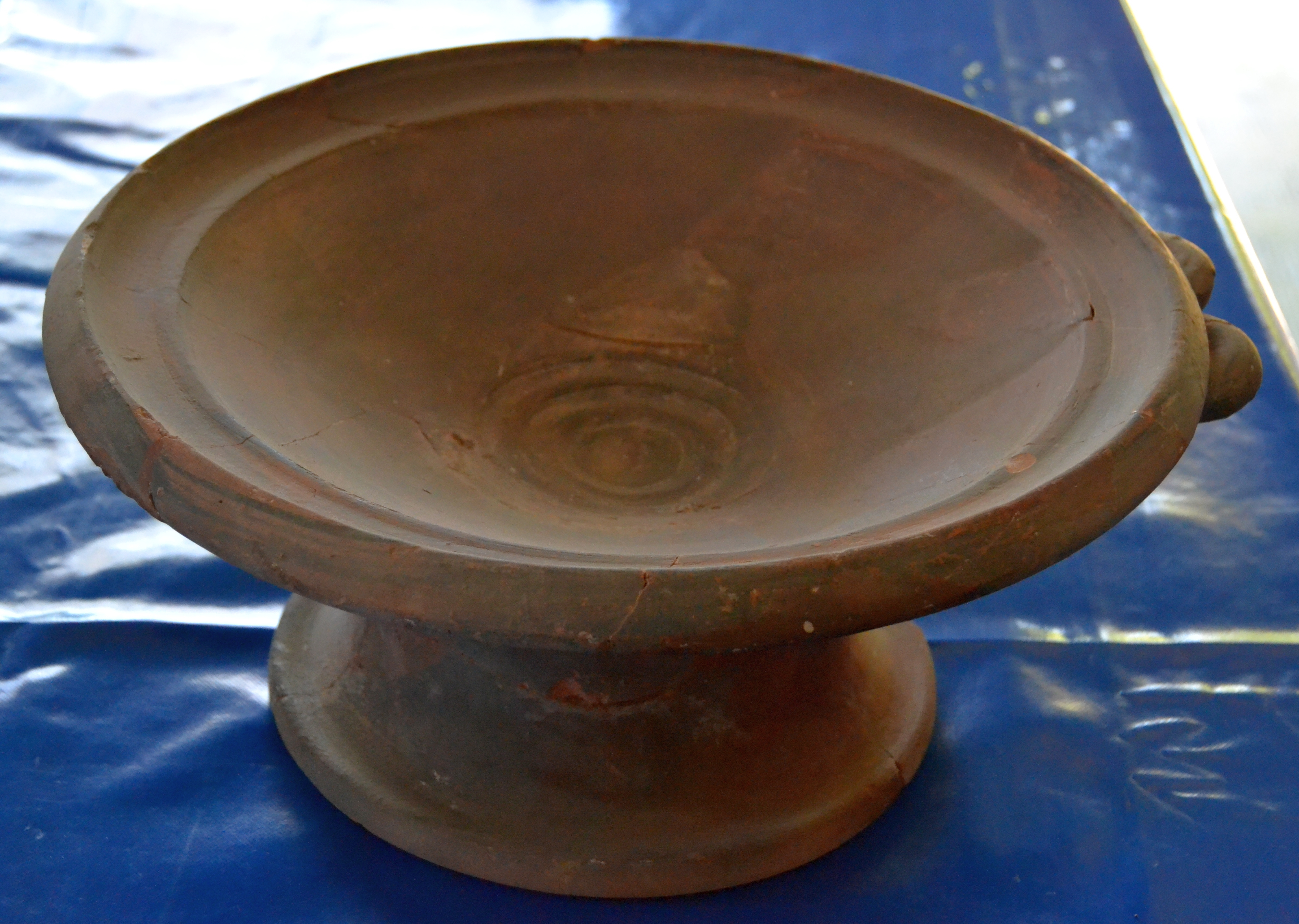
Eschara aus dem Bau Z3 des Athener Kerameikos. Gängige Form der Eschara

Die Benennung als Eschara ist weitestgehend akzeptiert, obwohl mit dem Begriff im Allgemeinen eine offenere, flachere Vasenform in Schüssel-, nicht in Röhrenform angesprochen wird. Robert Zahn hat die Herleitung derartiger Opferröhren aus bronzezeitlichen Vorbildern aus Kreta gezeigt, Knud Friis Johansen glaubt hingegen an Vorbilder aus dem syro-zyprischen Raum. Somit wäre eine Verwendung beim rituellen Opfer im Heiligtum oder im Grabkult sicher. Zur Form und zum Dekor der Berliner Eschara gibt es bis heute keine vergleichbaren Stücke. Es gibt Vergleichsstücke anderer Vasenformen für applizierte Schlangen aus Thessaloniki, Myrina und Samos wie auch Vergleichsstücke mit Vögeln. Auf einer in Exochi auf Rhodos gefundenen Oinochoe finden sich sehr ähnliche Vögel. Dieses Vergleichsstück ist auch bedeutend für die Datierung der Eschara in die zweite Hälfte des 8. Jahrhunderts v. Chr., also in spätgeometrische Zeit. Schlangen kommen auf rhodischen Gefäßen selten vor, das aufgemalte, einer Tür ähnliche Dekorelement ist einmalig.